# ذخیره‌گاه پارک ملی ناهانی
ذخیره گاه پارک ملی ناهانی (به انگلیسی: Nahanni National Park Reserve) یک پارک ملی در کانادا است که در Region 4, Northwest Territories واقع شده‌است.

## میراث جهانی
این پارک در فهرست میراث جهانی یونسکو ثبت شده است.